# Вольский, Сигизмунд Викторович
Сигизмунд Викторович Вольский (30 марта 1852 — 25 ноября 1917) — русский военный деятель, участник русско-турецкой войны, военный губернатор Дагестана. Генерал от инфантерии.

## Биография

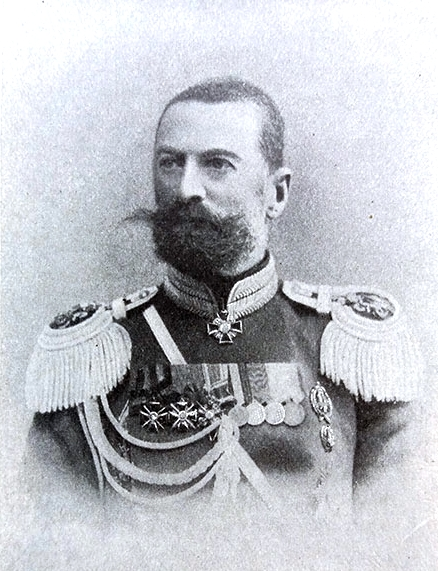
Флигель-адъютант Сигизмунд Вольский

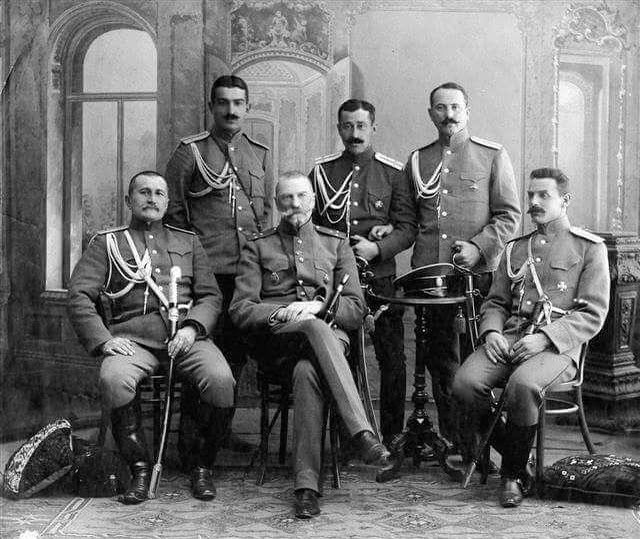
Администрация Дагестанской области. 1910-е годы. В центре генерал С. В. Вольский. Слева сидит Мурзаев. Стоят справа налево: Сардаров, Ткаченко и Нух-Бек Тарковский

Католик. Общее образование получил в Киевской военной гимназии. В службу вступил 5 августа 1870 года юнкером рядового звания в 1-е Павловское военное училище; в 1872 выпущен подпоручиком в 13-й Эриванский лейб-гренадерский полк.
Поручик (1876), штабс-капитан (1878), флигель-адъютант (1879), капитан (1883). Десять лет командовал ротой, подполковник (1889).
4 ноября 1896 произведен в полковники и назначен командиром 3-го Кавказского стрелкового батальона.
7.05.1901 — 21.06.1905 — командир 13-го лейб-гренадерского Эриванского полка.
21.06.1905 — 11.03.1906 — командир 1-й бригады 38-й пехотной дивизии, генерал-майор (21.06.1905).
11.03.1906 — 8.08.1907 — командир 2-й бригады Кавказской гренадерской дивизии.
8.08.1907 — 12.03.1908 — начальник 1-й Кавказской стрелковой бригады.
12.03.1908 — 24.06.1908 — военный губернатор Карсской области.
24.06.1908 — 17.03.1915 — военный губернатор Дагестанской области, генерал-лейтенант (06.12.1911) . При Вольском проводилась русификация делопроизводства в Дагестане. В 1913—1914 годах в Дагестане прошли вооруженные выступления против русификации делопроизводства, причем некоторые русские писари (например, в Гунибском и Аварском округах) были убиты. 6 (19) марта 1914 года военный губернатор Дагестанской области Сигизмунд Вольский объявил, что в сельских обществах области все делопроизводство будут вести русские писари на русском языке, так как арабское делопроизводство устарело и способствует произволу сельских должностных лиц. Через несколько дней у столицы области — Темир-Хан-Шуры — собралось около 6 тысяч вооруженных горцев, которые требовали убрать русских писарей из аулов. Повстанцев разогнали и уже при преемнике Вольского — Георгии Дадешкелиани — в 77 из 168 сельских обществах Дагестана существовало русское делопроизводство.
17.03.1915 назначен главным начальником Кавказского ВО, в его подчинении находились тыловые части и склады Кавказской армии.
После Февральской революции во время чистки Временным правительством и главковерхом А. А. Брусиловым высшего командного состава 9 апреля 1917 уволен от службы за болезнью с мундиром и пенсией. Генерал от инфантерии (26.05.1917).
В начале 1918 года с семьей перебрался из Грузии в Дагестан. Полковник Магомед Джафаров сообщает об этом следующее:

Революция застала генерала Вольского в Тифлисе. Оттуда он написал Нух Беку, что грузины относятся к не грузинам очень плохо, и что он очень хотел бы приехать в Дагестан и провести свои последние годы здесь. Он говорил, что очень полюбил Дагестан, свыкся с ним, как и его семья. Нух Бек показал мне его письмо и спросил мое мнение, т. к. опасался, что приезд Вольского вызовет со стороны крайних элементов эксцессы. Я считал, что отказать Вольскому как человеку, просящему приюта, нельзя, защищать его в случае нужды мы сможем. Это я и сказал Тарковскому.— Джафаров М. Гражданская война. Бывший генерал–губернатор Дагестана Вольский // Полковник Магомед Джафаров: Сборник документов
Приехав в Темир-Хан-Шуру, генерал остановился в доме князя Тарковского. Радикально настроенные сторонники Нажмудина Гоцинского собирались ворваться в дом и расправиться с бывшим губернатором. Полковник Джафаров выставил в качестве охраны сотню Дагестанского полка, а предводителю фанатиков Али-Клычу сообщил, что, поскольку в доме находятся жена и дети Тарковского, войти туда они смогут, только убив всех защитников, и пообещал, что сделать это будет непросто. Повозмущавшись некоторое время, толпа разошлась.
Приехавший из Хасавюрта Тарковский провел с правительством переговоры, и Вольскому разрешили жить в Дагестане «где угодно и сколько угодно». Вскоре он переехал в загородный дом к генералу Мищенко.

Насколько мне известно, все время пребывания в Дагестане Вольский очень хорошо влиял на Тарковского. Он сдерживал его княжеские амбиции, советовал ему считаться с революцией в России и не слишком гнаться за погонами и привилегиями.— Джафаров М. Гражданская война. Бывший генерал–губернатор Дагестана Вольский // Полковник Магомед Джафаров: Сборник документов

## Награды
- орден Святого Станислава 3-й ст. с мечами (1877)
- орден Святой Анны 3-й ст. с мечами и бантом (1878)
- орден Святого Владимира 4-й ст. с мечами и бантом (1879)
- орден Святого Станислава 2-й ст. (1887)
- орден Святой Анны 2-й ст. (1890)
- орден Святого Владимира 3-й ст. (1905)
- орден Святого Станислава 1-й ст. (1908)
- орден Святой Анны 1-й ст. (1913)
- Высочайшая благодарность (06.12.1914)
- орден Святого Владимира 2-й ст. (22.03.1915)
- орден Белого Орла (28.08.1915)
- орден Святого Александра Невского (24.11.1916)

Иностранные:
- бухарский орден Золотой звезды 2-й ст. (1900)

## Семья
Дети:
- Вольский, Виктор Сигизмундович (9 (21) июня 1891 — 3 ноября 1946, Париж). Окончил Николаевское кавалерийское училище (1911), поручик (1914) лейб-гвардии Конно-гренадерского и 18-го Северского драгунского полков. Ротмистр 17-го Нижегородского драгунского полка, участник Первой мировой войны. В эмиграции во Франции, жил в Ницце. Работал автомехаником, шофером. Член Общества офицеров лейб-гвардии Конно-гренадерского полка, и Объединения Нижегородского драгунского полка. После Второй мировой войны переехал с женой в Париж. Жена: Вольская Нина Борисовна (урожденная фон Лилиенфельд-Тоаль; 1891—1957), писательница .